# Burgrecht
Als Burgrecht (ius burgense, ius civile) bezeichnete man im Mittelalter, vor allem in Süddeutschland und in den Schweizer Kantonen, ein Vertragsverhältnis zwischen einer Stadt und ihren umliegenden Adligen, Klöstern oder Dörfern.
Der Vertragstyp des Burgrechtes (burgensia, burgesia, combourgeoisie, civilège, buitenpoorter etc.) entstand um die Mitte des 13. Jahrhunderts, um Klöstern bei der Einbürgerung in Städten die geistlichen Sonderrechte und den Zugang zum Wirtschaftsraum zu sichern. Noch im Laufe des späten 13. Jahrhunderts wurde derselbe Vertragstyp auch auf (adlige) Herrschaftsträger angewandt. Im Laufe des 14. Jahrhunderts stellten sich die Städte als die langfristig bestimmende Partei heraus. Die Verträge wandelten sich oft zu Protektionsverträgen. Seit dem Beginn des 15. Jahrhunderts wurde der Vertragstyp auch bei der Einbürgerung ganzer Gemeinschaften verwendet, zum Beispiel von Dörfern oder Talschaften. Sogar gegenseitige Einbürgerungen ganzer Städte wurden möglich.  
Dabei hatten die Ortschaften einen kleinen Jahreszins an die Stadt zu zahlen und leisteten Dienste bei der Instandhaltung der Stadtmauern, Gräben und Straßen. Dafür gewährte die Stadt in Zeiten der Gefahr den Dorfbewohnern mit Hab und Gut in ihren Mauern Schutz und erleichterte im Frieden durch Erlass der Verkehrsabgaben den Absatz ihrer Erzeugnisse.
In vielen Städten bedeutete das Burgrecht auch so viel wie Wurtzins, das heißt Zins, den der Bürger für Benutzung der Baustelle dem Stadtherren entrichtete.
Im österreichischen Raum war Burgrecht eine nicht ablösbare Kapitalrente. 